# 3776 Vartiovuori
3776 Vartiovuori eller 1938 GG är en asteroid i huvudbältet som upptäcktes 5 april 1938 av den finske astronomen Heikki A. Alikoski vid Storheikkilä observatorium. Den har fått sitt namn efter den kulle i Åbo som den preussiske astronomen Friedrich Wilhelm August Argelander byggde ett observatorium på.
Asteroiden har en diameter på ungefär 22 kilometer.